# The Flatliners
The Flatliners is een Canadese punkband afkomstig uit Richmond Hill en Brampton, Ontario. Sinds de oprichting in 2002 heeft de band een groeiende invloed gehad op de punk en ska-scene in Toronto, de hoofdstad van Ontario. De band heeft albums uitgebracht bij onder andere de platenlabels Fat Wreck Chords en Stomp Records.

## Leden
- Chris Cresswell - gitaar, zang
- Scott Brigham - gitaar
- Jon Darbey - basgitaar
- Paul Ramirez - drums

## Discografie

### Studioalbums
- Destroy to Create (2005, Union Label Group)
- The Great Awake (2007, Fat Wreck Chords)
- Cavalcade (2010, Fat Wreck Chords)
- Dead Language (2013, Fat Wreck Chords)
- Inviting Light (2017, Rise Records)
- New Ruin (2022, Fat Wreck Chords)

### Ep's en singles
- Demo (2002, Drive Studios)
- Sleep Is For Bitches EP (2007, Union Label Group)
- Cynics 7"  (2009, Fat Wreck Chords)
- Monumental 7"   (2010, Fat Wreck Chords)
- Count Your Bruises 7"  (2011, Fat Wreck Chords)
- Caskets Full 7" (2013, Fat Wreck Chords)
- Resuscitation of the Year 7" (2015, Fat Wreck Chords)